# اوسینوفسکی
اوسینوفسکی (به لاتین: Osinovsky) یک منطقهٔ مسکونی در روسیه است که در سرزمین آلتای واقع شده‌است.